# Leichtathletik-Europameisterschaften 1978/Diskuswurf der Frauen

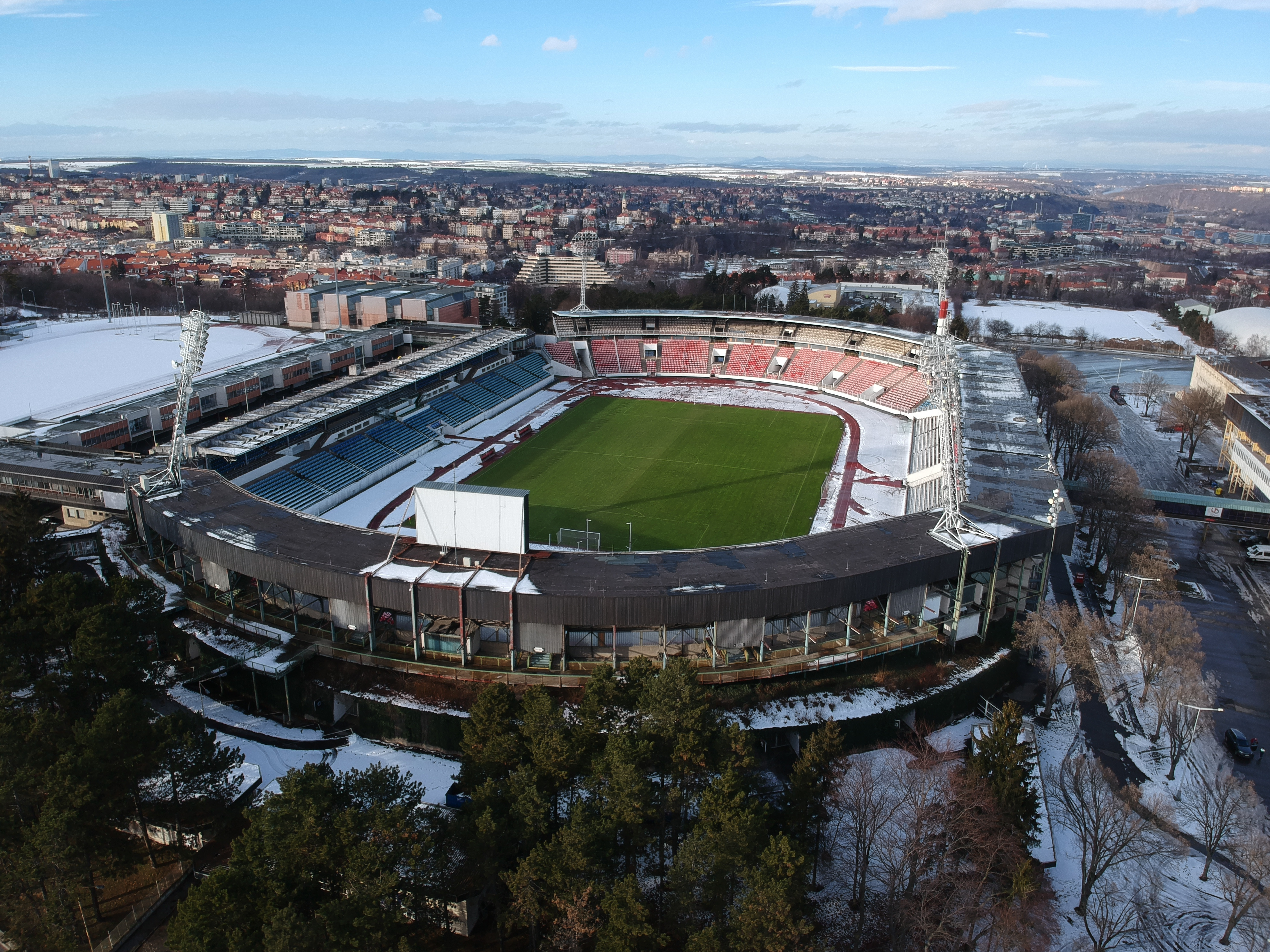
Das Stadion Evžena Rošického von Prag im Jahr 2009

Der Diskuswurf der Frauen bei den Leichtathletik-Europameisterschaften 1978 wurde am 31. August 1978 im Stadion Evžena Rošického von Prag ausgetragen.
In diesem Wettbewerb kamen die Werferinnen aus der DDR zu einem Doppelsieg. Europameisterin wurde die Weltrekordinhaberin Evelin Jahl, die zwei Jahre zuvor unter ihrem Namen Evelin Schlaak Olympiasiegerin geworden war. Den zweiten Rang belegte die Kugelstoß-Dritte Margitta Droese. Bronze ging an Natalja Gorbatschowa aus der UdSSR.

## Bestehende Rekorde
| Weltrekord           | 70,72 m | Evelin Jahl  | Dresden, DDR (heute Deutschland) | 12. August 1978   |
| Europarekord         | 70,72 m | Evelin Jahl  | Dresden, DDR (heute Deutschland) | 12. August 1978   |
| Meisterschaftsrekord | 69,00 m | Faina Melnik | EM Rom, Italien                  | 6. September 1974 |

Der bestehende EM-Rekord wurde bei diesen Europameisterschaften nicht eingestellt erreicht. Mit ihrer Siegesweite von 64,04 m blieb
die Europameisterin Evelin Jahl aus der DDR 4,96 m unter dem Rekord. Zu ihrem eigenen Welt- und Europarekord fehlten ihr 6,68 m.

## Durchführung
Bei nur vierzehn Teilnehmerinnen gab es keine Qualifikation, alle Athletinnen traten gemeinsam zum Finale an.

## Finale
31. August 1978
| Platz | Name                 | Nation           | Resultat (m) | 1. Versuch (m) | 2. Versuch (m) | 3. Versuch (m) | 4. Versuch (m)                              | 5. Versuch (m)                              | 6. Versuch (m)                              |
| 1     | Evelin Jahl          | DDR              | 66,98        | 62,02          | x              | 65,74          | 66,98                                       | 62,26                                       | 63,26                                       |
| 2     | Margitta Droese      | DDR              | 64,04        | 64,76          | 63,32          | x              | 64,04                                       | 63,34                                       | 63,96                                       |
| 3     | Natalja Gorbatschowa | Sowjetunion      | 63,58        | 63,58          | x              | 60,66          | 62,90                                       | 61,04                                       | 60,38                                       |
| 4     | Sabine Engel         | DDR              | 63,46        | 63,46          | 58,74          | 63,20          | x                                           | 62,86                                       | 63,20                                       |
| 5     | Faina Welewa         | Sowjetunion      | 62,30        | x              | 61,20          | 61,54          | 61,24                                       | 62,30                                       | x                                           |
| 6     | Swetla Boschkowa     | Bulgarien        | 61,94        | 58,82          | 61,58          | 60,94          | x                                           | 61,94                                       | 60,56                                       |
| 7     | Ljudmila Issajewa    | Sowjetunion      | 61,56        | 61,56          | 58,10          | x              | x                                           | 56,14                                       | 59,22                                       |
| 8     | Jitka Prouzová       | Tschechoslowakei | 59,90        | 59,90          | x              | x              | 55,02                                       | x                                           | 57,74                                       |
| 9     | Argentina Menis      | Rumänien         | 58,36        | 55,28          | 58,36          | 56,76          | nicht im Finale der besten acht Werferinnen | nicht im Finale der besten acht Werferinnen | nicht im Finale der besten acht Werferinnen |
| 10    | Ágnes Herczeg        | Ungarn           | 57,94        | 57,94          | 55,10          | 57,42          | nicht im Finale der besten acht Werferinnen | nicht im Finale der besten acht Werferinnen | nicht im Finale der besten acht Werferinnen |
| 11    | Rita Pfister         | Schweiz          | 53,78        | 45,76          | 53,78          | 53,24          | nicht im Finale der besten acht Werferinnen | nicht im Finale der besten acht Werferinnen | nicht im Finale der besten acht Werferinnen |
| 12    | Ingra Manecke        | BR Deutschland   | 52,92        | 52,92          | 50,64          | 50,28          | nicht im Finale der besten acht Werferinnen | nicht im Finale der besten acht Werferinnen | nicht im Finale der besten acht Werferinnen |
| 13    | Meg Ritchie          | Großbritannien   | 52,64        | 52,64          | x              | 52,60          | nicht im Finale der besten acht Werferinnen | nicht im Finale der besten acht Werferinnen | nicht im Finale der besten acht Werferinnen |
| 14    | Marcela Pilárová     | Tschechoslowakei | 50,34        | x              | 50,34          | x              | nicht im Finale der besten acht Werferinnen | nicht im Finale der besten acht Werferinnen | nicht im Finale der besten acht Werferinnen |

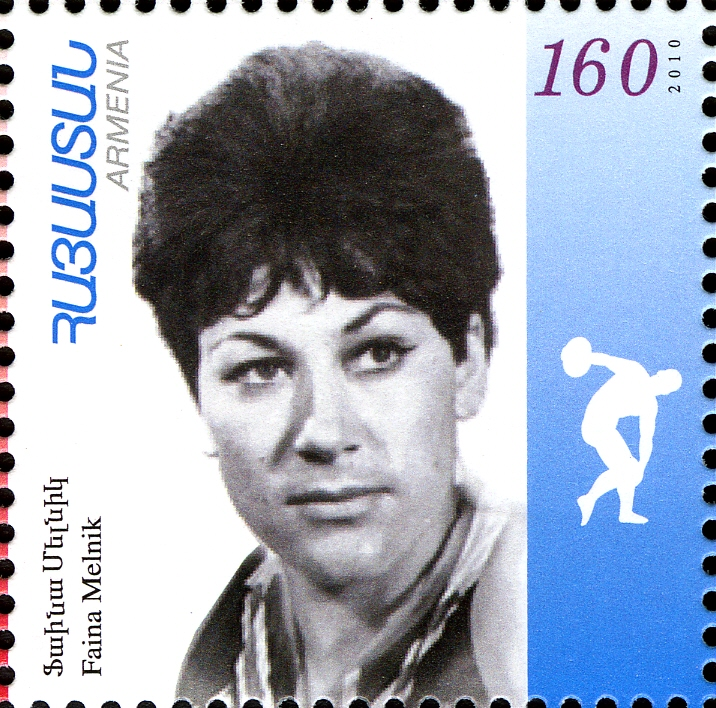
Faina Welewa, unter ihrem Namen Faina Melnik Olympiasiegerin von 1972 und zweifache Europameisterin (1971/1974), erreichte Platz fünf – hier ist sie zu sehen auf einer armenischen Briefmarke
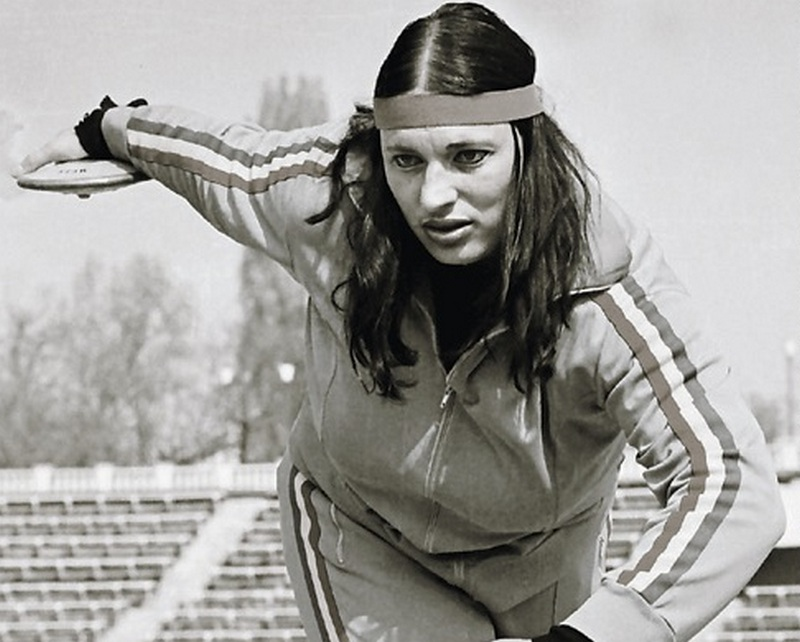
Die Olympiazweite von 1972 und EM-Zweite von 1974 Argentina Menis kam auf den neunten Platz